# 飛鳥へ、そしてまだ見ぬ子へ
『飛鳥へ、そしてまだ見ぬ子へ』（あすかへ、そしてまだみぬこへ）は、日本の富山県出身の医師、井村和清（いむら かずきよ 1947年8月12日 - 1979年1月21日）の手記を書籍化した物である。映画化やテレビドラマ化もされた。

## 概要
骨肉腫の為に右足を膝から下で切断、のちに肺に悪性腫瘍が転移したことにより若くしてこの世を去った医師井村和清が家族に対する思いなどを綴った遺稿（原題は「ありがとう、みなさん」、自家出版）。表題の「飛鳥」は長女の名、「まだ見ぬ子」とは、亡くなった当時に妻が妊娠していた子（次女の清子）のこと。
1980年に祥伝社から出版されミリオンセラーとなった（ISBN 978-4-396-10168-8）。また、妻であった井村倫子による「飛鳥、清子の母として」（ISBN 978-4-396-10235-7）も、同社から1984年に出版された。

## ドキュメンタリー版
NHK特集では1981年2月23日に「妻へ飛鳥へそしてまだ見ぬ子へ」として、遺稿を基に映像化されたものが放送された。1989年、ポニーキャニオンよりビデオ化。
手記の朗読は宇野重吉。

### 制作スタッフ
- 撮影：三浦宏一
- 録音：溝口雅義
- 効果：織田晃之祐
- 編集：小笠原昌夫
- 構成：小川悳一
- 制作：浜上安司

## 映画版
1982年1月16日公開。

### スタッフ
- 原作：井村和清
- 製作：徳田虎雄、田中収
- 脚本：鈴木尚之
- 監督：木下亮
- 音楽：木森敏之

### キャスト
- 野中一彦：名高達郎
- 野中ミチ：竹下景子
- 野中一実：井上純一
- 一彦の父：神山繁
- 一彦の母：文野朋子
- 北村かつ：ミヤコ蝶々
- 鈴木房子：吉行和子
- 垣田：大和田伸也
- 斉藤：寺田農
- 田中：森川正太
- 徳間：山﨑努
- ひろ子：曽根千香子
- 冴子：宮下順子
- 院長：北村和夫

## テレビドラマ版

### 放送データ
- 放送日：2005年10月10日 21:00 - 23:18(JST)
- 放送局：フジテレビ系列
- 第60回(2005年)文化庁芸術祭参加作品。

### あらすじ
沢村清治（稲垣吾郎）の次女・清子（藤澤恵麻）の結婚式を抜け出した長女・飛鳥（伊藤歩）が持っている、娘たちに宛てた日記の中には…
31年前、沖縄の病院にいた沢村清治は薬剤師の美和と結婚し、長野に移住する。娘の飛鳥も生まれ、幸せだったはずの清治の右膝に悪性腫瘍を発見、清治は悩み抜いた末に右足の切断を決意するが…

### スタッフ
- 原作:井村和清
- 脚本:吉田智子
- 主題歌:玉置浩二「いつもどこかで」
- プロデュース:鈴木吉弘、後藤博幸
- 演出:中江功

### キャスト
- 沢村清治：稲垣吾郎
- 沢村美和：紺野まひる
- 梶田啄子：いしだあゆみ
- 梶田幸子：佐藤仁美
- 沢村和也：生田斗真
- 沢村飛鳥：中山藍花
- 沢村サト：風吹ジュン
- 沢村修三：夏八木勲
- 作田医師：山崎樹範
- 丸居医師：光石研
- 沢村美和（現在）：原田美枝子
- 沢村飛鳥（現在）：伊藤歩
- 沢村清子（現在）：藤澤恵麻
- 他

### DVD化
- 2005年11月25日、『飛鳥へ、そしてまだ見ぬ子へ ディレクターズエディション DVD-BOX』が発売。（発売元：フジテレビ映像企画部 販売元：ビクターエンタテインメント）